# Jasień (gemeente)
De gemeente Jasień is een stad- en landgemeente in het Poolse woiwodschap Lubusz, in powiat Żarski.
De zetel van de gemeente is in Jasień.
Op 30 juni 2004 telde de gemeente 7361 inwoners.

## Oppervlakte gegevens
In 2002 bedroeg de totale oppervlakte van gemeente Jasień 127,02 km², waarvan:
- agrarisch gebied: 39%
- bossen: 52%

De gemeente beslaat 9,12% van de totale oppervlakte van de powiat.

## Demografie
Stand op 30 juni 2004:
| Omschrijving                   | Totaal | Totaal | Vrouwen | Vrouwen | Mannen | Mannen |
| ------------------------------ | ------ | ------ | ------- | ------- | ------ | ------ |
| eenheid                        | aantal | %      | aantal  | %       | aantal | %      |
| inwoners                       | 7361   | 100    | 3703    | 50,3    | 3658   | 49,7   |
| bevolkingsdichtheid (inw./km²) | 58     | 58     | 29,2    | 29,2    | 28,8   | 28,8   |

In 2002 bedroeg het gemiddelde inkomen per inwoner 1200,11 zł.

## Administratieve plaatsen (sołectwo)
Bieszków, Bronice, Budziechów, Golin, Guzów, Jabłoniec, Jaryszów, Jasionna, Jurzyn, Lipsk Żarski, Lisia Góra, Mirkowice, Roztoki, Świbna, Wicina, Zabłocie, Zieleniec.

## Aangrenzende gemeenten
Lipinki Łużyckie, Lubsko, Nowogród Bobrzański, Tuplice, Żary